# Aalbeke

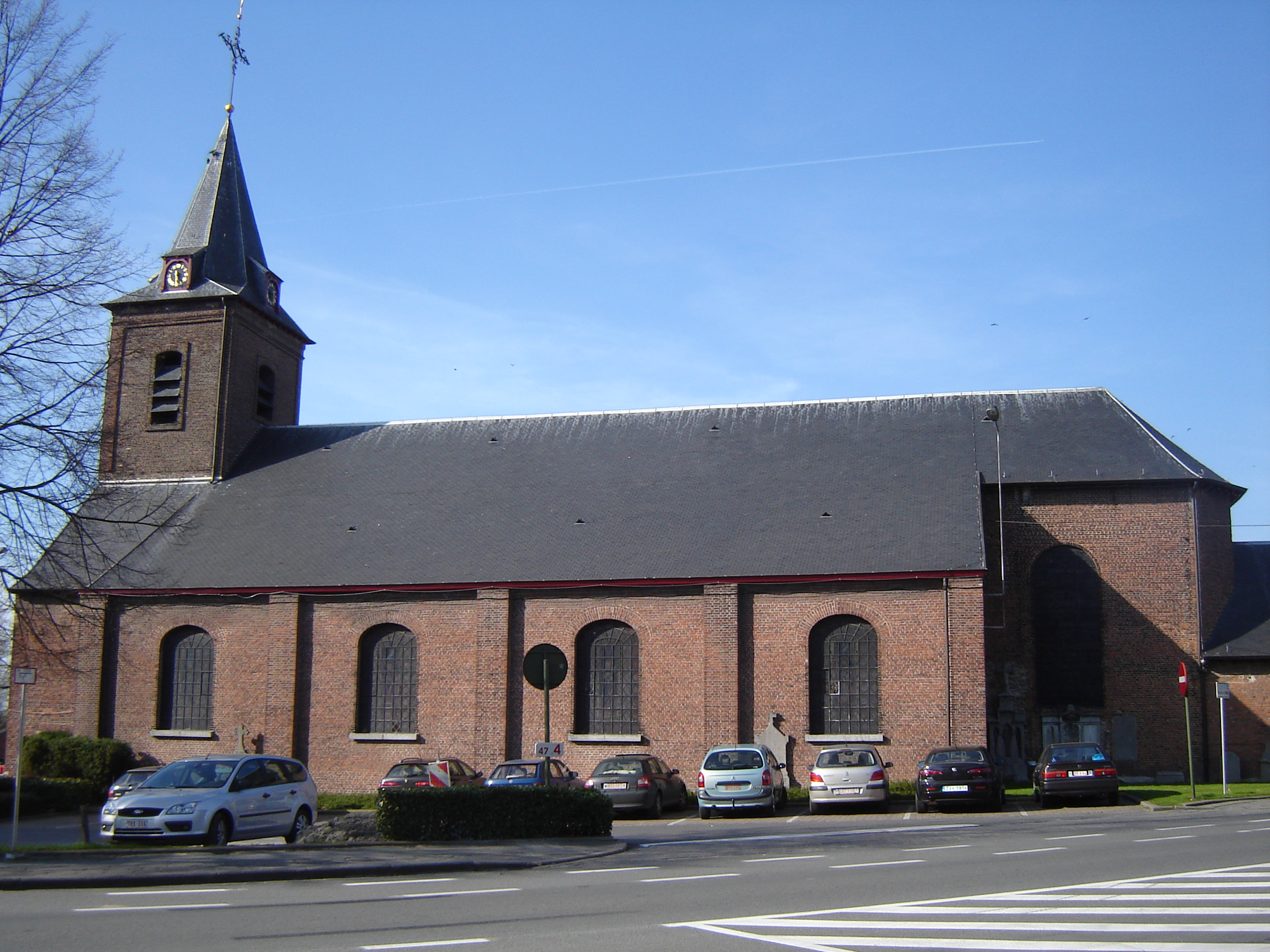
Igreja de Santo Cornélio

Aalbeke é uma vila belga pertencente ao município de Courtrai, província de Flandres Ocidental, foi município autónomo até 1977. Em 2006, tinha 2.924 habitantes e uma área de 7,19 km².